# Andreas von Mirbach
Andreas von Mirbach, född 9 april 1931 i Riga, Lettland, död 24 april 1975 i Stockholm, var en västtysk friherre, officer och diplomat. Som västtysk militärattaché i Stockholm blev han mördad av Röda armé-fraktionen den 24 april 1975 under Ambassadockupationen i Stockholm 1975.